# William R. King
William Rufus DeVane King (født 7. april 1786 i Sampson County, North Carolina, død 18. april 1853 i Selma, Alabama) var en amerikansk demokratisk politiker og USA's 13. vicepræsident. Hans periode som vicepræsident var den tredje korteste, 45 dage. De to kortere embedsperioder indehaves af John Tyler og Andrew Johnson som både tiltrådte præsidentembedet.
King studerede ved University of North Carolina. I 1806 indledede han sin karriere som advokat i Wilmington. Han var medlem af Repræsentanternes hus 1811-1816. Derefter arbejdede han som diplomat i Napoli og Sankt Petersborg. I 1818, efter hjemkomsten til USA, flyttede han til Alabama. Da Alabama blev en delstat, blev King valgt King til USA's senat. Han blev genvalgt fire gange og var senator fra december 1819 til april 1844. Han var bl.a. ordfører for handelsudvalget og president pro tempore i senat. Han trådte tilbage fra senatet i 1844 for at blive USA's minister i Frankrig. Han vendte hjem fra Frankrig i 1846. Derefter blev han igen senator 1848-1852 og de to sidste år i senatet var han president pro tempore en gang til.